# Пате Сісс
Пате Сісс (фр. Pathé Ciss, нар. 16 березня 1994, Дакар) — сенегальський футболіст, півзахисник іспанського клубу «Райо Вальєкано».
Виступав, зокрема, за клуб «Фуенлабрада», а також національну збірну Сенегалу.

## Клубна кар'єра
Народився 16 березня 1994 року в місті Дакар. Вихованець футбольної школи клубу «Динамо» (Загреб).
У дорослому футболі дебютував 2014 року виступами за команду «Діамбар», в якій провів три сезони. 
Згодом з 2017 по 2021 рік грав у складі команд «Уніан Мадейра», «Фамалікан» та «Фуенлабрада».
До складу клубу «Райо Вальєкано» приєднався 2021 року. Станом на 14 листопада 2022 року відіграв за мадридський клуб 44 матчі в національному чемпіонаті.

## Виступи за збірну
2022 року дебютував в офіційних матчах у складі національної збірної Сенегалу.
У складі збірної був учасником чемпіонату світу 2022 року у Катарі.

## Статистика виступів

### Статистика клубних виступів
Станом на матч 22 серпня 2021 року
| Команда                | Сезон        | Ліга         | Ліга | Ліга | Кубок | Кубок | Кубок Ліги | Кубок Ліги | Інше | Інше | Разом | Разом |
| Команда                | Сезон        | Ліга         | Ігри | Голи | Ігри  | Голи  | Ігри       | Голи       | Ігри | Голи | Ігри  | Голи  |
| ---------------------- | ------------ | ------------ | ---- | ---- | ----- | ----- | ---------- | ---------- | ---- | ---- | ----- | ----- |
| «Уніан Мадейра»        | 2017–18      | ЛігаПро      | 30   | 2    | 1     | 0     | 3          | 0          | —    | —    | 34    | 2     |
| «Фамалікан» (оренда)   | 2018–19      | ЛігаПро      | 28   | 4    | 0     | 0     | 0          | 0          | —    | —    | 28    | 4     |
| «Фуенлабрада» (оренда) | 2019–20      | Сегунда      | 20   | 3    | 2     | 0     | —          | —          | —    | —    | 22    | 3     |
| «Фуенлабрада»          | 2020–21      | Сегунда      | 30   | 3    | 1     | 0     | —          | —          | —    | —    | 31    | 3     |
| «Райо Вальєкано»       | 2021–22      | Ла-Ліга      | 2    | 0    | 0     | 0     | —          | —          | —    | —    | 2     | 0     |
| Career total           | Career total | Career total | 110  | 6    | 4     | 0     | 3          | 0          | 0    | 0    | 117   | 6     |